# Geoxus valdivianus
Geoxus valdivianus is een zoogdier uit de familie van de Cricetidae. De wetenschappelijke naam van de soort werd voor het eerst geldig gepubliceerd door Philippi in 1858.

## Voorkomen
De soort komt voor in Chili en Argentinië.